# حي المهندسين (بغداد)
حي المهندسين أحد احياء بغداد الراقية وسمي بالمهندسين لأن قطع اراضي المنطقة وزعت على المهندسين من كافة الاختصاصات الذين كانوا منتيمن إلى نقابة المهندسين في عقد الستينات من القرن العشرين.
لا يشغل حي المهندسين مساحة واسعة فعلاً فهو مكون من 36 زقاق وشارع وتقسم مساحات الأراضي لكل قطة ارض إلى 600 مترمربع للمنازل الاعتيادية وأكثر من 650 مترمربع للمنازل المطلة على شارعين (ركن) وعدد المنازل الموجودة في المنطقة تقريباً 628 منزل. 
يقع حي المهندسين في جانب الرصافة حدودها الإدارية عبارة عن مربع يمثل اخر احياء شارع فلسطين باتجاه زيونة. يحده شارع فلسطين من الغرب ويحده سريع قناة الجيش من الشرق ويحيط به كل من محلة الطرق والجسور من الشمال، والنيل والنخيل مول غرباً، ويحده نادي القوة الجوية ومجمع الوزارات شمالاً. وتحمل المطنقة أسم حي الإدريسي محلة رقم (507) وتبعد 4 كيلو متر عن مركز العاصمة الباب الشرقي. ويعتبر هذا الحي واحدا من أرقى أحياء مدينة بغداد وهو أرقى أحياء منطقة الرصافة.

## معالم الحي وأهله
قام قسم من المهندسين بالحفاظ على قطعة الأرض وتم بناءها وقسم آخر قاموا ببيع قطعة الأرض ولهذا السبب تجد سكان حي المهندسين هم ليسوا فقط من المهندسين وإنما خليط من كافة شرائح المجتمع العراقي منهم أطباء وأساتذة الجامعات ومدرسون وقضاة وضباط وفنانون ورسامون وتجار وصاغة قبل 2003. عاصر حي المهندسين العديد من الشخصيات المهمة في الدولة في الحقبة الماضية والحاضرة ففي الماضي كان منزل وزير النفط قاسم العريبي ووزير الري عبد الوهاب محمود وفي الوقت الحاضر كان منزل وزير الداخلية في الحكومة السابقة جواد البولاني وبعض المسؤولين.
تحيط المنطقة عدد من الدوائر الحكومية الرسمية منها وزارة النفط ووزارة الري والموارد المائية ووزارة النقل والمواصلات وموقع اللجنة الاولمبية سابقاً إضافة إلى بعض الاماكن الترفيهية منها مدينة العاب سندباد لاند ونصب الشهيد ونادي القوة الجوية الرياضي وتحتوي المنطقة أيضًَا على مسبح سمي بأسم الحي (مسبح المهندسين) أنشئ في منتصف الثمانينات من القرن الماضي. ويقابلها النخيل مول.
يحتوي حي المهندسين على مجمع مكون من أربع مدارس يتوسط شارع الحي العريض وهي معهد السعادة للعوق الفيزياوي وروضة المروج ومدرسة التأميم الابتدائية المختلطة وإعدادية عقبة بن نافع.
ويوجد في الحي جامع يسمى جامع 12 ربيع الأول ومجمع صغير لتسوق سمي بأسواق المهندسين وتحوي على عدد من شركات السفر والسياحة مطلة على شارع فلسطين إضافةً إلى الصيدليات (صيدلية نهاد، صيدلية ثامن)وبعض العيادات الطبية (وايت كولد، كارمن للتجميل...)ومركز الخبير لتعليم قيادة السيارات وحلويات ومعجنات بلودان وغير ذلك.

## بعد 2003
بعد سقوط نظام صدام حسين في سنة 2003 شهدت الساحة العراقية موجة من الأحداث الأمنية وخاصة بعد سنة 2005 أدت هذه الأحداث إلى قيام اغلبية سكان حي المهندسين بالسفر خارج العراق وترك منازلهم وماضيهم وذكرياتهم الجميلة.. بعضهم قاموا ببيع منازلهم وبعضهم قاموا بعرضها للإيجار والبعض الآخر بقي في منزله إلى وقتنا هذا.